# Jim Balent

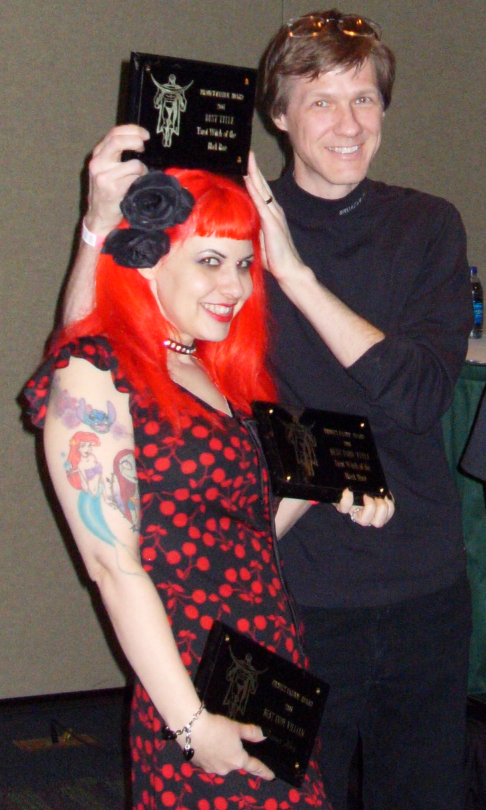
Jim Balent und Holly Golightly auf der MegaCon Comicbuchmesse in Orlando, 2008

Jim Balent (geb. vor 1980 in Pennsylvania) ist ein US-amerikanischer Comiczeichner.

## Leben
Balent, der aus Pennsylvania stammt, begann in den 1980er Jahren als Comiczeichner zu arbeiten.
1993 begann Balent als Vertragszeichner für den US-amerikanischen Verlagsriesen DC-Comics zu arbeiten, für den er zunächst eine Ausgabe der traditionsreichen Serie Detective Comics (die Nummer #660) zeichnete, bevor er als Stammzeichner für die monatlich erscheinende Comicserie Catwoman engagiert wurde, die bis heute als seine bekannteste Arbeit gilt.
Parallel zu seiner Arbeit an Catwoman zeichnete Balent zudem einige Ausgaben für die Comicserien Lobo (erschienen bei DC-Comics) und Purgatori (erschienen bei Chaos!).
Balent betreute die Catwoman-Serie von 1993 bis 1999 zeichnerisch. Sein Nachfolger als Stammzeichner der Serie wurde Staz Johnson.
1999 gründete Balent seine eigene Firma, den Verlag BroadSword Comics für den er seither exklusiv tätig ist. Für seinen Verlag verfasste und zeichnete er solche Serien wie Tarot: Witch of the Black Rose, Holly's School Bites und 3 Little Kittens.
Gemeinsam mit seiner Frau, der amerikanischen Comic-Künstlerin Holly Golightly (nicht zu verwechseln mit britischen Musikerin gleichen Namens), gründete er einen eigenen Comic-Verlag und veröffentlichte u. a. die Serie Vampfire.

### Balents Arbeit an Catwoman
Catwoman, eine Spin-off-Serie der Comics um den Superhelden Batman, handelt von den Abenteuern der zynisch-charmanten Berufsdiebin und Fassadenkletterin Selina Kyle, die mit Witz, Schläue, Akrobatik und einem Schuss Erotik an ihre kriminellen Aktionen herantritt, dabei aber auch immer wieder in die Verlegenheit kommt, Gutes tun zu müssen.
Im Laufe der sechseinhalb Jahren, die Balent die Serie betreute – Mitte 1993 bis Ende 1999 –, kollaborierte er mit fünf verschiedenen Autoren, deren Skripte für die Serie er verbildlichte: Jo Duffy, Chuck Dixon, Doug Moench, Devin Grayson und zuletzt John Ostrander. Jim Balent wurde allgemein für seine Fähigkeit gelobt, die Figuren, zumal die Protagonistin der Serie, durch seinen dynamischen Pinselstrich ein lebendiges Aussehen zu verleihen und insbesondere auch die akrobatischen Bewegungen der „Katzenfrau“ überzeugend in Bilder zu fassen. Ebenfalls allgemeine Anerkennung fand Balents Gabe, den auftretenden Figuren lebensnahe Gesichter zu geben.
Umstritten war hingegen seine Neigung, die „weiblichen Attribute“ seiner Frauenfiguren – speziell bei Catwoman – in extremem Maße hervorzuheben. Besonders weibliche Comicfans – die der Serie um die eigenständige Diebin, die sich in einer von Männern dominierten Welt souverän zu behaupten weiß, ansonsten sehr wohlwollend gegenüberstanden – kritisierten Balents Zeichnung weiblicher Formen als „Produkt männlicher Wunschphantasien“. Anstoß riefen vor allem die extrem voluminösen Brüste und die anatomisch-unwahrscheinlich schlanke Taille hervor, die Balent seiner Interpretation von Catwoman verpasste. Dessen ungeachtet erfreute sich seine Catwoman-Serie lange großer Beliebtheit. Nachdem ab 2000 Ed Brubaker und Darwyn Cooke die Figur der Catwoman umgestalteten und die Geschichten in eine neue Richtung führten, gerieten die Comics der 90er zunehmend in Vergessenheit.

## Bildmaterial
Cover-Artworks von Balent für Catwoman:
- catwoman52.jpg (Memento vom 28. September 2007 im Internet Archive)
- RS_Catwoman sgn.jpg
- catwoman kleinrechts.jpg